# Lindsaea venusta
Lindsaea venusta là một loài dương xỉ trong họ Lindsaeaceae. Loài này được Klf.: Kuhn mô tả khoa học đầu tiên năm 1869.
Danh pháp khoa học của loài này chưa được làm sáng tỏ. 